# Shahroj Mirza Afshar
Shahrokh Mirza Afshar, más conocido por su nombre dinástico de Shahrokh Shah (en persa: شاهرخ‎), también transcrito Shah Rokh (1734-1796), fue un sah de Persia de la dinastía afsárida y un contemporáneo de los reyes de dinastía Zand.

## Origen
Shahrokh Mirza era hijo de Reza Qoli Mirza Afshar, a su vez hijo del poderoso shah iraní Nader Shah que gobernó entre 1736 y 1747. La madre de Shahrokh era la princesa safávida Fatimeh Sultan Begum, que era la hija del shah safávida Husayn I (1694-1722), lo que convertía a Shahrokh en parte de la familia real safávida.

## Reinado
Shahrokh fue elegido por los nobles tras el asesinato de Ebrahim Afshar en 1748. El hijo de Shahrokh, Nader Mirza Afshar, se convirtió en el príncipe de Jorasán. Shahrokh hizo de la ciudad santuario de Mashhad la capital de su reino. Era un contemporáneo de Mir Sayyed Mohammad, que era hijo de la hija del shah Suleiman I y de un clérigo. Animado por los nobles, llegó a creer que él era el verdadero heredero del trono. Así capturó y cegó a Shahrokh capitalizando la insatisfacción popular con el gobierno de este, en parte debido a la conducta de Rasul Beg, su favorito georgiano, que escandalizó a Mashhad haciéndolo libre con el harén de su maestro. En 1749, durante una lucha por el poder, el hijo del khan de Tabriz, Azad Khan Afghan, inició una campaña de independencia que eliminó la provincia de Azerbaiyán de Irán, mientras que en el oeste la tribu Qajar liderada por Mohammad Hassan Khan se hizo cargo del región de Mazandaran.
En 1750, Suleiman II fue capturado y cegado por los seguidores de Shahrokh, después de lo cual Shahrokh fue restaurado como shah.
En 1760, cuando Karim Khan tomó el control de Irán, no intentó deponer a Shahrokh por respeto a Nader; sin embargo, el reino de Shahrokh se redujo a la provincia de Jorasán.
Cuando el gobernante de Qajar Agha Mohammad Shah llegó a Mashhad, Shahrokh, junto con un mujtahid prominente llamado Mirza Mahdi, fue al campamento de Qajar. Allí fueron cálidamente recibidos por el sobrino de Agha Mohammad Shah, Hossein Qoli Khan. Poco después, Agha Mohammad Shah envió una fuerza de 8,000 soldados bajo Suleiman Khan Qajar, seguido de Mirza Mahdi, para conquistar Mashhad y afirmar a sus ciudadanos de la generosidad del Sha. Un día después, Agha Mohammad, siguió la costumbre del famoso shah iraní Abbas I el Grande, y entró en Mashhad a pie como un peregrino al santuario del Imam Reza, mientras estaba llorando y besando el suelo. Su peregrinación continuó durante 23 días, donde parecía desconocer la política del país.
Sin embargo, las cosas cambiaron rápidamente al instante después de eso: Agha Mohammad Shah ordenó desenterrar el cadáver de Nader Shah, y lo envió a Teherán, donde fue enterrado junto con el cadáver de Karim Khan Zand. Luego forzó a Shahrokh a entregar cualquier riqueza que originalmente perteneciera a Nader Shah. Shahrokh juró que ya no poseía las riquezas de Nader Shah. Agha Mohammad Shah, despiadado y vengativo, y ávido de tesoros, no lo creyó, y lo hizo herir gravemente para confesar las ubicaciones ocultas de las últimas gemas que habría heredado de su abuelo; Shahrokh, sin embargo, se negó a hablar. Sin embargo, finalmente confesó las ubicaciones de las gemas. Shahrokh fue enviado a Mazandarán con su familia, pero murió en Damghan debido a las heridas que había sufrido por sus torturadores.
- Datos: Q197884
- Multimedia: Shahrukh Afshar / Q197884